# Katherine Hall Page
Pour les articles homonymes, voir Page.
Katherine Hall Page, née en 1947 dans le New Jersey, aux États-Unis, est une femme de lettres américaine, auteure de roman policier et de littérature d'enfance et de jeunesse.

## Biographie
Elle fait des études à la Livingston High School, au Wellesley College et à l'université Harvard. Elle se destine ensuite à l'enseigne de l'anglais et de l'histoire, avant d'être nommée directrice d'un programme d'éducation spécialisée.
En 1990, elle publie son premier roman, The Body in the Belfry, qui inaugure la série policière Faith Fairchild et pour lequel elle est lauréate du prix Agatha dans la catégorie meilleur premier roman. Le quinzième roman de la série, intitulé The Body in the Snowdrift, remporte le prix Agatha du meilleur roman.
En 2001, elle est également lauréate du prix Agatha de la meilleure nouvelle pour The Would-Be-Widower.

## Œuvre

### Romans

#### SérieFaith Fairchild
- The Body in the Belfry (1990)
- The Body in the Kelp (1990)
- The Body in the Bouillon (1991)
- The Body in the Vestibule (1992)
- The Body in the Cast (1993)
- The Body in the Basement (1994)
- The Body in the Bog (1996) (autre titre The Body in the Marsh)
- The Body in the Fjord (1997)
- The Body in the Bookcase (1998)
- The Body in the Big Apple (1999)
- The Body in the Moonlight (2001)
- The Body In The Bonfire (2002)
- The Body in the Lighthouse (2003)
- The Body in the Attic (2004)
- The Body in the Snowdrift (2005)
- The Body in the Ivy (2006)
- The Body in the Gallery (2008)
- The Body in the Sleigh (2009)
- The Body in the Gazebo (2011)
- The Body in the Boudoir (2012)
- The Body in the Piazza (2013)
- The Body in the Birches (2015)
- The Body in the Wardrobe (2016)
- The Body in the Casket (2017)
- The Body in the Wake (2019)

#### SérieChristie and Company
- Christie and Company (1996)
- Down East (1997)
- In the Year of the Dragon (1997)
- Bon Voyage (1999)

#### Autre roman
- Club Meds (2006)

### Autre ouvrage
- Have Faith in Your Kitchen (2010)

## Prix et distinctions

### Prix
- Prix Agatha 1990 du meilleur premier roman pour The Body in the Belfry[1]
- Prix Agatha 2001 de la meilleure nouvelle pour The Would-Be-Widower[1]
- Prix Agatha 2005 du meilleur roman pour The Body in the Snowdrift[1]
- Grand Master Award 2024[2]

### Nominations
- Prix Edgar-Allan-Poe 1998 de la meilleure œuvre pour la jeunesse pour Down East[3]
- Prix Agatha 2002 du meilleur roman pour The Body In The Bonfire[1]
- Prix Mary Higgins Clark 2004 pour The Body in the Lighthouse[3]
- Prix Agatha 2010 de la meilleure œuvre de non fiction pour Have Faith in Your Kitchen[4]